# Hollis Alpert
Hollis Alpert (* 24. September 1916 im Herkimer County, New York; † 18. November 2007 in Naples, Florida) war ein US-amerikanischer Filmkritiker und Autor.

## Leben
Hollis Alpert, Sohn von Abram and Myra Alpert, war während des Zweiten Weltkrieges als Militärhistoriker für die US Army tätig. Von 1950 bis 1956 schrieb er für die New York Times. Zugleich verfasste er als freiberuflicher Autor Filmkritiken für zahlreiche Publikationen.
Anne Clark, Mutter des Künstlers Gordon Matta-Clark, und Hollis Alpert heirateten 1950. Seit der Heirat führte die Ehefrau den Namen Anne Halpert.
1966 gründete Hollis Alpert in seinem New Yorker Apartment – gemeinsam mit anderen Filmkritikern – die Vereinigung National Society of Film Critics. Im selben Jahr saß er in der Jury des 16. Berlin International Film Festival. Alpert war für das American Film Institute auch der Herausgeber des American Film Magazins.

## Veröffentlichungen
- The Actor’s Life. Gemeinsam mit Charlton Heston. Pocket Books, New York 1979, ISBN 0-671-83016-3
- Burton. Putman's Sons, New York 1986
- Fellini. Scribner, New York 1986

| Personendaten    | Personendaten                  |
| ---------------- | ------------------------------ |
| NAME             | Alpert, Hollis                 |
| KURZBESCHREIBUNG | US-amerikanischer Filmkritiker |
| GEBURTSDATUM     | 24. September 1916             |
| GEBURTSORT       | Herkimer County, New York      |
| STERBEDATUM      | 18. November 2007              |
| STERBEORT        | Naples, Florida                |